# 馬路まんじ
馬路 まんじ（まじ まんじ）は、日本のライトノベル作家・VTuberである。代表作に『底辺領主の勘違い英雄譚～平民に優しくしてたら、いつの間にか国と戦争になっていた件～』や『貧乏令嬢の勘違い聖女伝 ～お金のために努力してたら、王族ハーレムが出来ていました!?～』などがある。

## 概要
2019年に小説投稿サイトノクターンノベルズで投稿を開始し、Twitter上では「VTuberを詐称していた」が、2022年2月13日にチャンネルを開設した。SNS活動を熱心に行っており、Twitterでのフォロワー数は2022年2月現在で2万を超えている。

## 経歴
小説投稿サイトとX（旧Twitter）を中心に活動している。

## 作品一覧

### 小説
- 『底辺領主の勘違い英雄譚〜平民に優しくしてたら、いつの間にか国と戦争になっていた件〜』シリーズ（イラスト: ファルまろ、オーバーラップ文庫〈オーバーラップ〉）[7]
- 『貧乏令嬢の勘違い聖女伝 〜お金のために努力してたら、王族ハーレムが出来ていました!?〜』シリーズ（イラスト: ひさまくまこ、一迅社ノベルス〈一迅社〉）[8]
- 『ブレイドスキル・オンライン〜ゴミ職業で最弱武器でクソステータスの俺、いつのまにか『ラスボス』に成り上がります！〜』シリーズ（イラスト: 霜降（Laplacian）、オーバーラップ文庫〈オーバーラップ〉）[9]
- 『転生したら破滅フラグしかない悪役貴族だった件〜エルフ、獣人、吸血鬼をメイドにしました〜』（イラスト: ファルまろ、美少女文庫〈フランス書院〉）[10]
- 『黒天の魔王〜魔物の言葉がわかる俺、虐げられた魔物たちの救世主となり最強国家を作り上げる〜』（イラスト: Xe、BKブックス〈ぶんか社〉）[11]
- 『やめてくれ、強いのは俺じゃなくて剣なんだ……！』（イラスト: かぼちゃ、DREノベルス〈ドリコム〉）[12]
- 『転生したら暗黒破壊龍ジェノサイド・ドラゴンだった件 〜ほどほどに暮らしたいので、気ままに冒険者やってます〜』シリーズ（イラスト: カリマリカ、オーバーラップノベルス〈オーバーラップ〉）[13]
- 『極悪令嬢の勘違い救国記』（イラスト: 由夜、PASH!文庫〈主婦と生活社〉）[14]

### 漫画

#### 連載
- 『底辺領主の勘違い英雄譚〜平民に優しくしてたら、いつの間にか国と戦争になっていた件〜』（「コミックガルド」、2020年10月9日[15] - 2024年3月14日[16]）
- 『貧乏令嬢の勘違い聖女伝 〜お金のために努力してたら、王族ハーレムが出来ていました!?〜』（「月刊コミックZERO-SUM」、2020年11月27日[4] - 2023年8月28日）
- 『ブレイドスキル・オンライン〜ゴミ職業で最弱武器でクソステータスの俺、いつのまにか『ラスボス』に成り上がります!〜』シリーズ（「コミックガルド」、2022年8月26日[17] - ）
- 『黒天の魔王〜魔物の言葉がわかる俺、虐げられた魔物たちの救世主となり最強国家を作り上げる〜』（「マンガよもんが」、2023年11月3日[18] - 2025年4月4日[19]）
- 『やめてくれ、強いのは俺じゃなくて剣なんだ……！』（「DREコミックス」、2024年7月19日[20] - ）
- 『【ダークネスソウル・オンライン】 ～『筋力極振り』で無双してたら、いつの間にか『魔王』に成り上がってました～』（「マンガボックス」、2025年3月18日[21] - ） - 未書籍化のWeb小説が原作

#### 単行本
- 『底辺領主の勘違い英雄譚〜平民に優しくしてたら、いつの間にか国と戦争になっていた件〜』（キャラクター原案: ファルまろ、漫画: ぱらボら、ガルドコミックス）[22]